# كأس ألمانيا 1942
كأس ألمانيا 1942 (بالألمانية: Tschammerpokal 1942)‏ هو الموسم 8 من كأس ألمانيا. أشرف على تنظيمه اتحاد ألمانيا لكرة القدم، وكان عدد الأندية المشاركة فيه 64، وفاز فيه ميونخ 1860.